# 2102 Tântalo
Tântalo (asteroide 2102, com a designação provisória 1975 YA) é um asteroide cruzador de Marte. Possui uma excentricidade de .2990269565706386 e uma inclinação de 64.0083º.
Este asteroide foi descoberto no dia 27 de dezembro de 1975 por Charles T. Kowal em Palomar.
Este asteroide recebeu este nome em homenagem ao rei Tântalo da mitologia grega.